# Cross Houses
Cross Houses är en by i civil parish Berrington, i distriktet Shropshire, i grevskapet Shropshire, i England. Byn är belägen 6 km från Shrewsbury. Byn hade 821 invånare år 2021.